# لوردز موبایل
لوردز موبایل یا ارباب‌های موبایل (به انگلیسی: Lords Mobile) یک بازی ویدئویی است که توسط استودیو آی‌جی‌جی طراحی و منتشر شده‌است. این بازی برای سیستم عامل‌های اندروید و آی‌اواس و استیم برای دانلود در دسترس است. همچنین این بازی رایگان است و خریدهای درون برنامه ای را ارائه می‌دهد. طبق گفته اپ آنی، این بازی یکی از برترین بازی‌های استراتژی پردرآمد در اپ استور (آی‌اواس) و گوگل پلی است. در توضیحات رسمی این بازی آمده‌است که بیش از ۲۰۰ میلیون بازیکن در سراسر جهان دارد.

## گیم‌پلی
در ابتدای بازی، یک قلعه کوچک و یک ارتش ضعیف دارید. باید با جمع‌آوری منابع، ساختن سازه‌ها و ارتقای سربازان خود، قلعه و ارتش خود را قدرتمندتر کنید.
همچنین می‌توانید با سایر بازیکنان متحد شوید و به یک گیلد بپیوندید. افراد هر گیلد می‌توانند با یکدیگر همکاری کنند، به یکدیگر کمک کنند و در جنگ‌ها با یکدیگر رقابت کنند.
حالت‌های مختلف بازی:
لردز موبایل دارای حالت‌های مختلف بازی است که عبارتند از:
- نبرد تن به تن: در این حالت، شما با سایر بازیکنان به صورت مستقیم مبارزه می‌کنید.
- جنگ‌های قبلیه ای یا گیلدی: در این حالت، گیلدها با یکدیگر رقابت می‌کنند و برای تصرف قلمرو و منابع با یکدیگر می‌جنگند.
- حمله به قلعه: در این حالت، شما به قلعه‌های سایر بازیکنان حمله می‌کنید و منابع آنها را غارت می‌کنید.
- ماجراجویی: در این حالت، شما به سرزمین‌های مختلف سفر می‌کنید و با دشمنان مختلف مبارزه می‌کنید.

لردز موبایل یک بازی جذاب و چالش‌برانگیز است که می‌تواند ساعت‌ها شما را سرگرم کند. این بازی به صورت رایگان قابل دانلود است و برای اجرا به یک گوشی موبایل با سیستم عامل اندروید یا iOS نیاز دارد.

## ویژگی های بازی لردز موبایل:

### گرافیک:
- گرافیک بازی لردز موبایل به صورت سه بعدی و با جزئیات بالا طراحی شده است.
- انیمیشن‌های بازی روان و جذاب هستند.
- محیط بازی متنوع و چشم‌نواز است.

قابلیت ارتقا:
- تمام آیتم‌ها، ساختمان‌ها و سربازان بازی لردز موبایل قابل ارتقا هستند.
- ارتقای آیتم‌ها، قدرت و کارایی آنها را افزایش می‌دهد.

رویدادهای مختلف:
- بازی لردز موبایل به طور مداوم رویدادهای مختلفی را برگزار می‌کند.
- این رویدادها تنوع و هیجان بازی را افزایش می‌دهد و به بازیکنان جوایز مختلفی می‌دهد.

## نکات مثبت و منفی بازی لردز موبایل
نکات مثبت:
- گرافیک بالا
- گیم‌پلی استراتژیک و چالش‌برانگیز
- تنوع بالای آیتم‌ها، ساختمان‌ها و سربازان
- حالت‌های مختلف بازی
- قابلیت ارتقا
- سیستم اتحاد قوی
- رویدادهای مختلف
- موسیقی و صداگذاری حماسی و جذاب

نکات منفی:
- نیاز به اینترنت
- احتمال اعتیاد به بازی
- وجود آیتم‌های پولی و لزوم خرید آنها برای پیشرفت سریع